# Voyage of Time - Il cammino della vita
Voyage of Time - Il cammino della vita (Voyage of Time) è un documentario scritto e diretto da Terrence Malick.

## Produzione
Il progetto viene annunciato da Terrence Malick, con il titolo provvisorio Q, all'inizio degli anni settanta descrivendolo come "uno dei suoi più grandi sogni da realizzare", cioè narrare le origini della vita sul pianeta Terra.
Negli anni a seguire il progetto non viene più nominato fino al 2011, quando lo stesso regista dichiara che parte del materiale di Voyage of Time è stato inserito all'interno del film The Tree of Life.

### Cast
Nel 2009 viene annunciato che Brad Pitt sarà il narratore del documentario, mentre Cate Blanchett, anche lei narratrice, entra nel progetto nel 2014.
Nel 2011 anche Emma Thompson viene annunciata nel progetto come narratrice, ma viene poi sostituita da Blanchett.

### Riprese
Durante il mercato del film futuri del Festival di Cannes 2014 Malick ed i produttori mostrano delle scene girate in svariate location, tra cui Stati Uniti sud-occidentali, Hawaii, Islanda, Monterey, Cile, Palau, Isole Salomone, Papua Nuova Guinea e tante altre.

### Post-produzione
I supervisori agli effetti speciali del film sono stati Dan Glass, che ha ricoperto lo stesso ruolo nella trilogia di Matrix, e Douglas Trumbull, che ha curato gli effetti speciali di film come 2001: Odissea nello spazio, Blade Runner e The Tree of Life.

## Colonna sonora
A ottobre del 2015 viene annunciato che il compositore Ennio Morricone comporrà la colonna sonora del film, tornando a lavorare con Malick dopo I giorni del cielo del 1978.

## Promozione
Il primo trailer del film viene diffuso il 30 giugno 2016.

## Distribuzione
La pellicola è stata presentata in concorso alla 73ª Mostra internazionale d'arte cinematografica di Venezia il 6 settembre 2016 e distribuita nelle sale cinematografiche statunitensi a partire dal 7 ottobre 2016. In Italia viene distribuito al cinema dal 3 marzo 2022.

## Riconoscimenti
- 2016 - Mostra internazionale d'arte cinematografica
  - Menzione speciale per il Premio Future Film Festival Digital Award
  - Green Drop Award
  - Candidatura per il Leone d'oro
- 2017 - Visual Effects Society[12]
  - Candidatura per i migliori effetti speciali in un progetto speciale

## Le due versioni
Il film è stato distribuito negli Stati Uniti in due differenti versioni:
- Voyage of Time - The IMAX Experience, dalla durata di 40 minuti, interamente in IMAX e narrata da Brad Pitt, che racconterà l'inizio dell'universo e della vita;
- Voyage of Time: Life’s Journey, la versione integrale dalla durata di 90 minuti: include la versione IMAX con l'aggiunta delle scene in 35mm narrate da Cate Blanchett, un viaggio poetico e provocatorio sul futuro dell'universo.[1]